# Hof zu Hausen

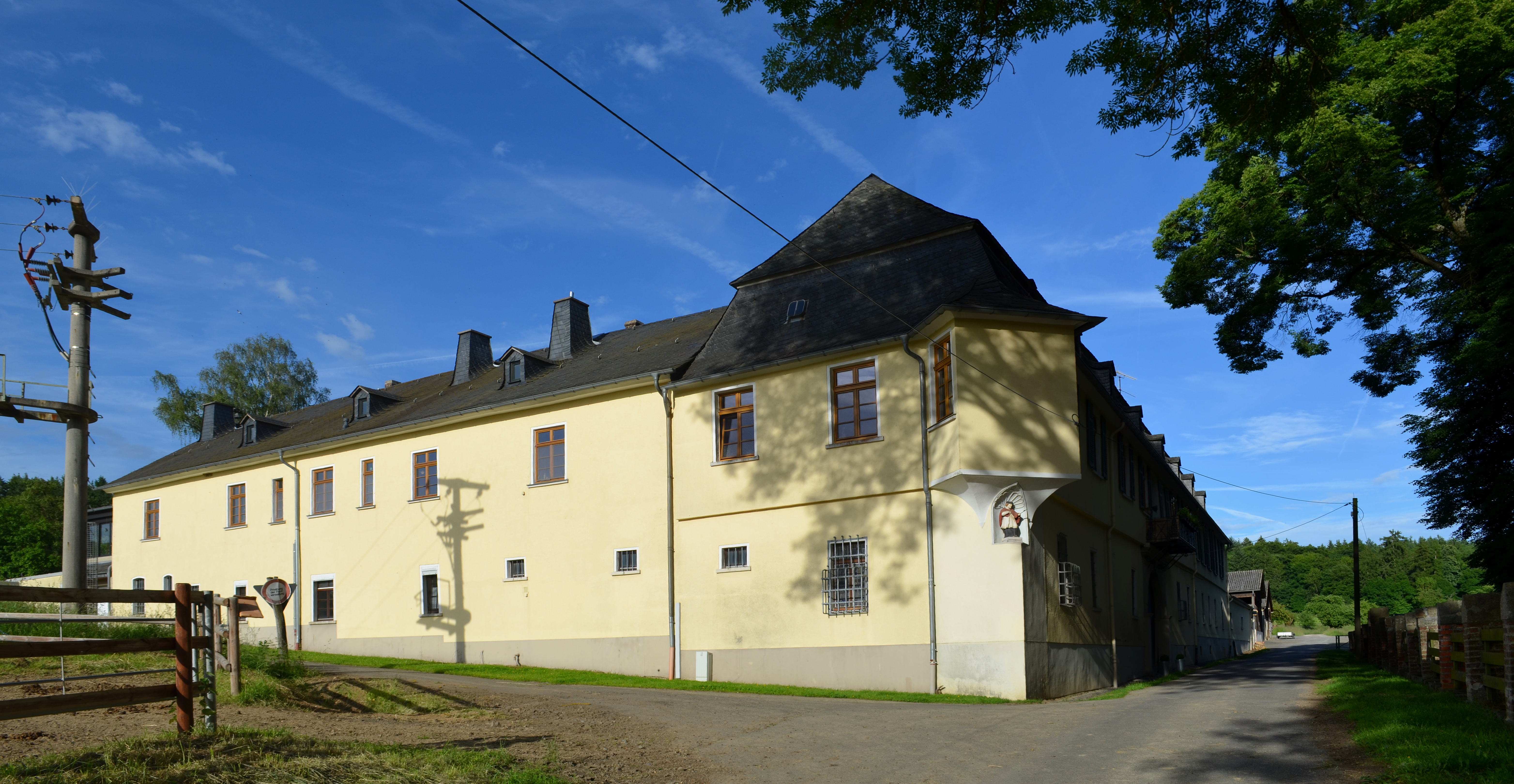
Hof zu Hausen

Der Hof zu Hausen bei Eisenbach in Hessen ist ein herrschaftliches Hofgut aus dem 13. Jahrhundert. Die Anlage steht unter Denkmalschutz.

## Geschichte
Der Hof zu Hausen entstand spätestens im 13. Jahrhundert als Filialhof des Klosters Gnadenthal. 1275 ist der Erwerb des Hofes durch das Kloster von der Familie von Velden beurkundet. Vorbesitzer soll ein Ritter Hartrad von Merenberg gewesen sein.
Nach dem Dreißigjährigen Krieg wurde er in ein Frauenstift umgewandelt, fiel aber bald an das Haus Nassau-Diez. 1659 ist der Hof als nassauisch-dietzer Sonderlehen an Achatius von Hohenfeld verliehen worden. Die Familie von Hohenfeld, die im Besitz dieses Lehens war, stellte seither die trierischen Camberger Oberamtmänner, wodurch der Hof faktisch Teil des Amtes Camberg war. Das Amt Camberg war Zweiherrisch. Landesherren waren Kurtrier und Nassau. Nassau erkannt die Zugehörigkeit zum Amt Camberg nicht an, sondern betrachtete den Hof zu Hausen als Exklave des Amtes Dauborn. Zeitweise weitete sich das Gehöft zu einer kleinen, „Frondorf“ genannten Siedlung aus, die mindestens vom späten 12. bis zum späten 14. Jahrhundert bestand und dann wüst fiel.
1771 brach der Konflikt zwischen Kurtrier und Nassau offen aus. Der Verwalter des Hofes, Philipp Kratz, war am 28. April 1771 gestorben und Kurtrier und Nassau-Oranien stritten um das Recht, den Erbfall regeln zu dürfen.
Der oranische Amtmann Ernst Cornelius Pagenstecher beendete den Kompetenzstreit am 26. Oktober 1771, indem er mit 12 Bewaffneten ausritt und das strittige Erbe in das (unstrittig oranische) Gnadenthal bringen ließ.
Dieser fait accompli schuf jedoch keine klaren Verhältnisse. Bereits im Folgejahr entstand der nächste Konflikt. Am 13. Juni 1772 fand eine Schlägerei auf dem Hof statt. Der Hofpächter Wolf weigerte sich, einer Vorladung nach Camberg Folge zu leisten. Der kurtrierische Amtsmann ließ daraufhin sein Vieh pfänden. Ernst Cornelius Pagenstecher veranlasste daraufhin die Verlegung nassauischer Soldaten auf den Hof, um seine Hoheitsrechte zu schützen.
Kurtrier antwortete darauf mit geballter militärischer Macht. Nach kurzer Zeit standen sich 7000 Soldaten auf beiden Seiten gegenüber. Es gelang, die militärische Auseinandersetzung zu vermeiden und einen Waffenstillstand abzuschließen. Die Niederselterser Konvention vom 1. Juli 1772 beendete den Konflikt mit einem Kompromiss.
Ab 1822 befand er sich der Hof im Besitz des nassauischen Generalmajors August von Kruse. Er erhielt ihn als Anerkennung seiner Verdienste in den Befreiungskriegen. Auf dem 58 Hektar großen Anwesen erprobte er neue Anbaumethoden und machte Viehzucht-Versuche. Seine Erkenntnisse schlugen sich in Fachpublikationen nieder.
Der Musterhof wurde Domänengut und beherbergte unter anderem die Dienstwohnung des örtlichen Försters. Seit 1918 ist das Anwesen Privateigentum. 1928 erwarb der Wiesbadener Apotheker Adam Herbert Hof und Ländereien. Heute gehört der Hof dem Haus Plettenberg. Seit 2003 ist Friedrich August Graf von Plettenberg Eigentümer.
Er ließ das Hofgut in den Jahren 2000 und 2001 von Grund auf stilecht renovieren. Der Hof, mit seinen sechs Wohnungen und der Kapelle am Waldrand, mit dem Grab von August Freiherr von Kruse, steht heute unter Denkmalschutz.
Jährlich zu Christi Himmelfahrt findet eine Prozession der katholischen Kirchengemeinde Eisenbach statt.

## Baubeschreibung

### Hof

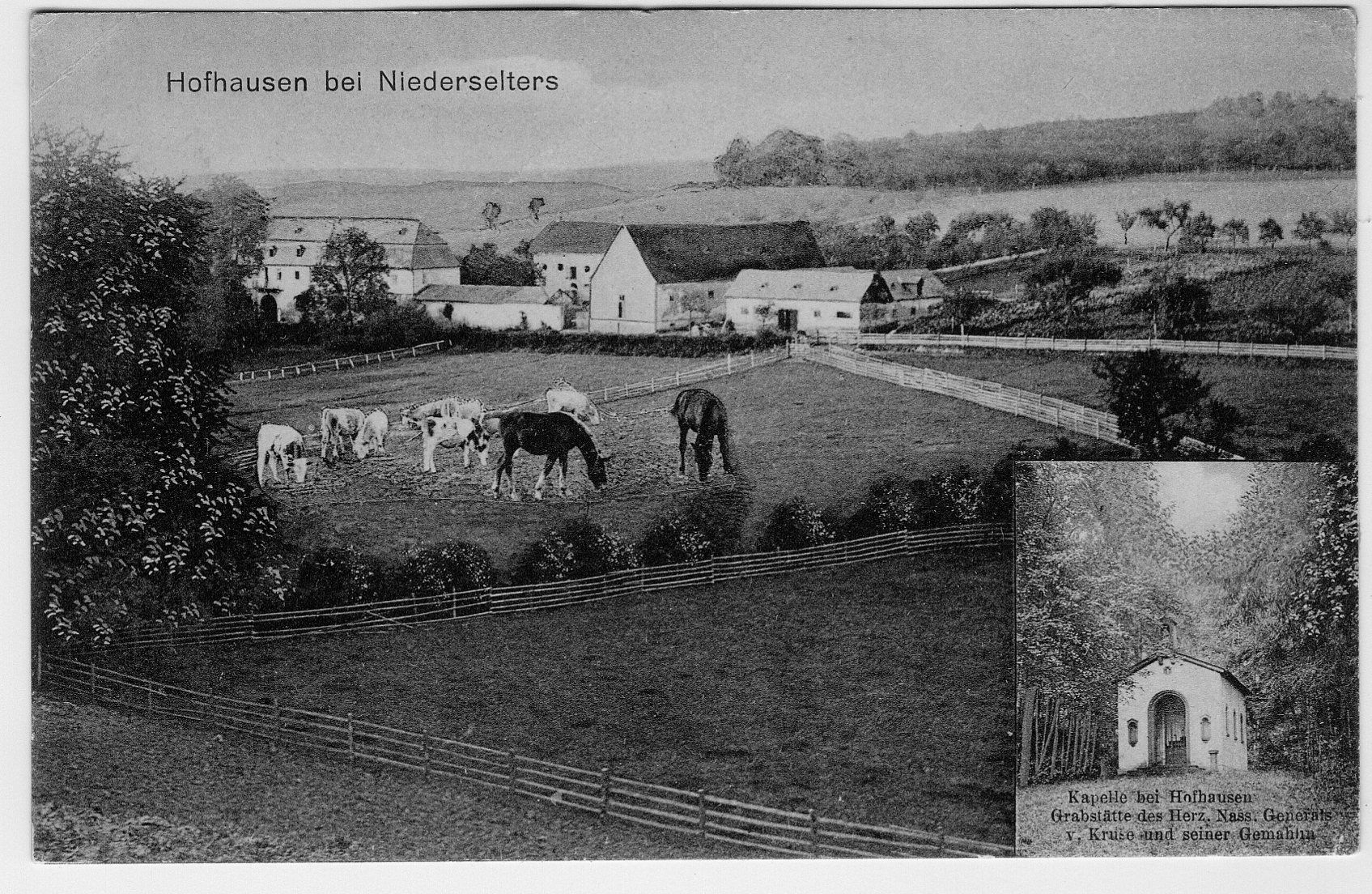
Alte Ansichtskarte von Hof zu Hausen bei Bad Camberg, vor 1912

Das Hauptgebäude des Hofes ist das zweistöckige, langgestreckte Herrenhaus mit hohem Mansardwalmdach. Es wurde 1662 von Achatius von Hohenfeld erbaut und später verputzt. Über dem Torbogen befindet sich das Wappen des Achatius von Hohenfeld. Unter einem quergestellten Erker an der vorderen Ecke befindet sich die barocke Nischenfigur des Heiligen Nepomuk. Der gusseiserne Balkon stammt aus nassauischer Produktion um 1840.
Der Gesindebau schließt sich rechtwinklig an das Haupthaus an. Insgesamt verfügt der Hof heute über sechs Wohnungen. Im Hof befindet sich eine große verschieferte Stallscheune aus der Zeit des Endes des 19. Jahrhunderts. 1972 wurde die am Hang stehende Großscheune abgebrochen.
Hofmauer und Gartenterrasse mit klassizistischen Steinvasen stammen aus der Zeit von Kruses. Vor dem Herrenhaus liegt ein eingefriedeter Baumpark und eine Allee über die Bachaue.

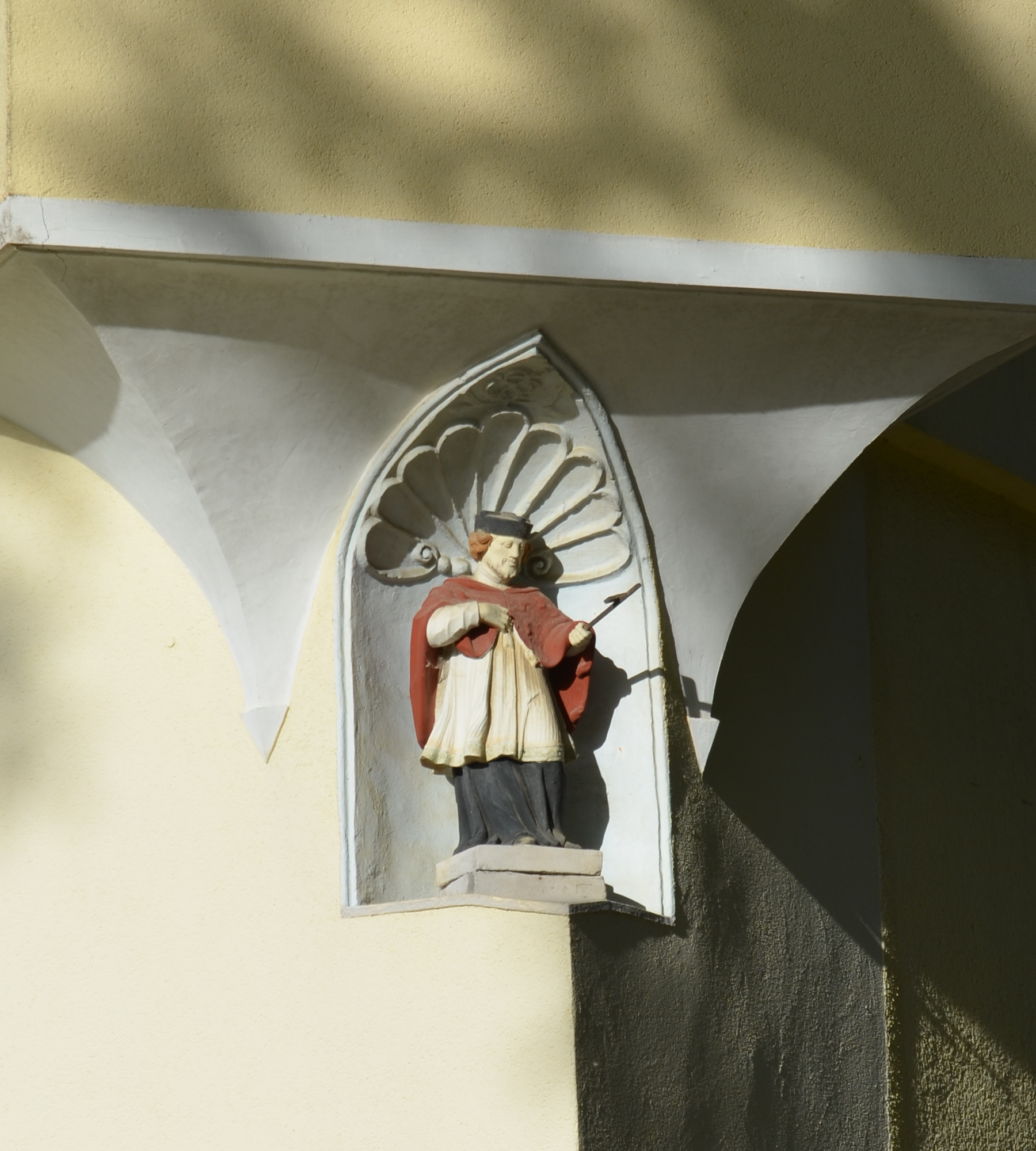
Nepomuk-Figur
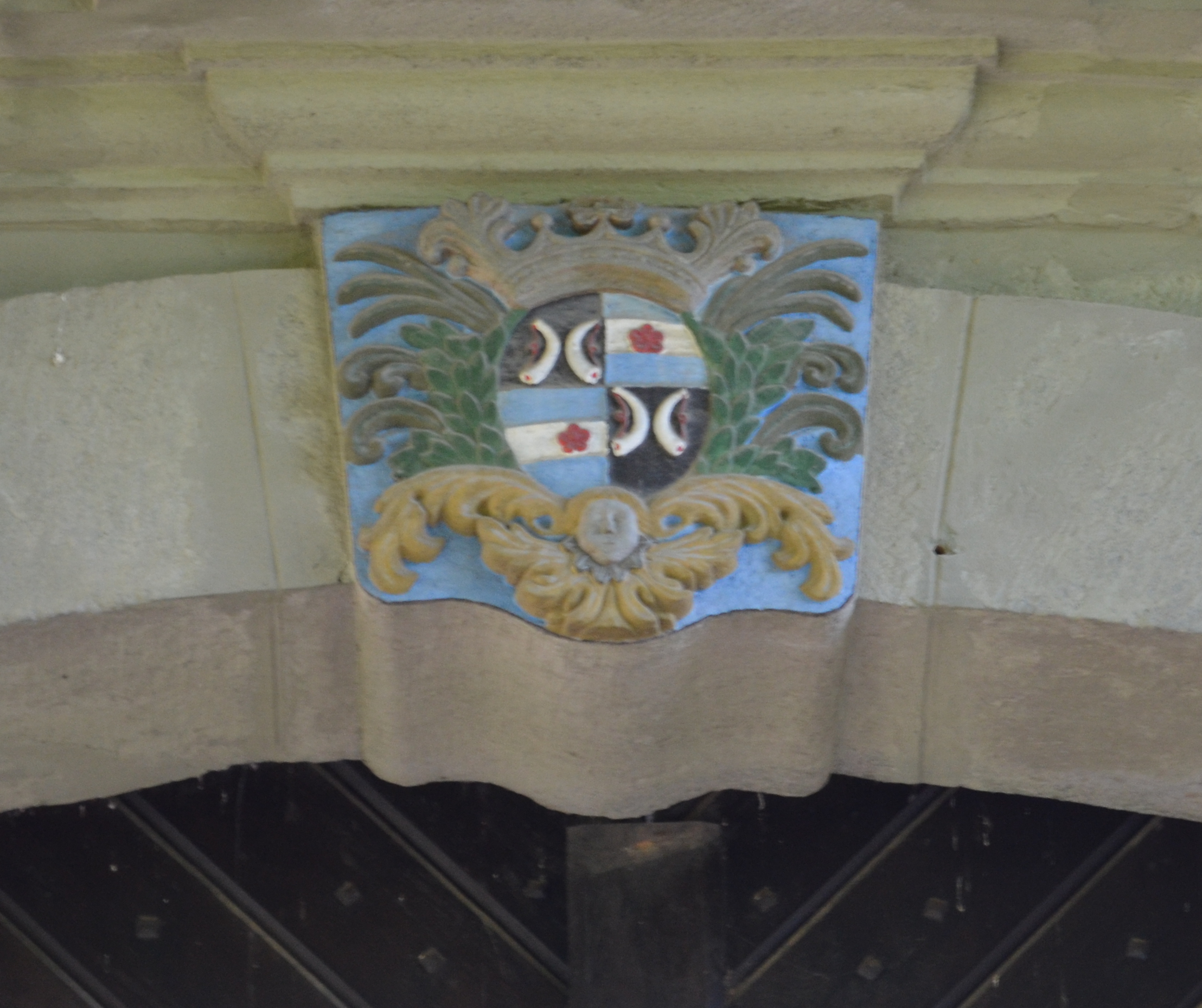
Wappen über der Tür

### Grabkapelle

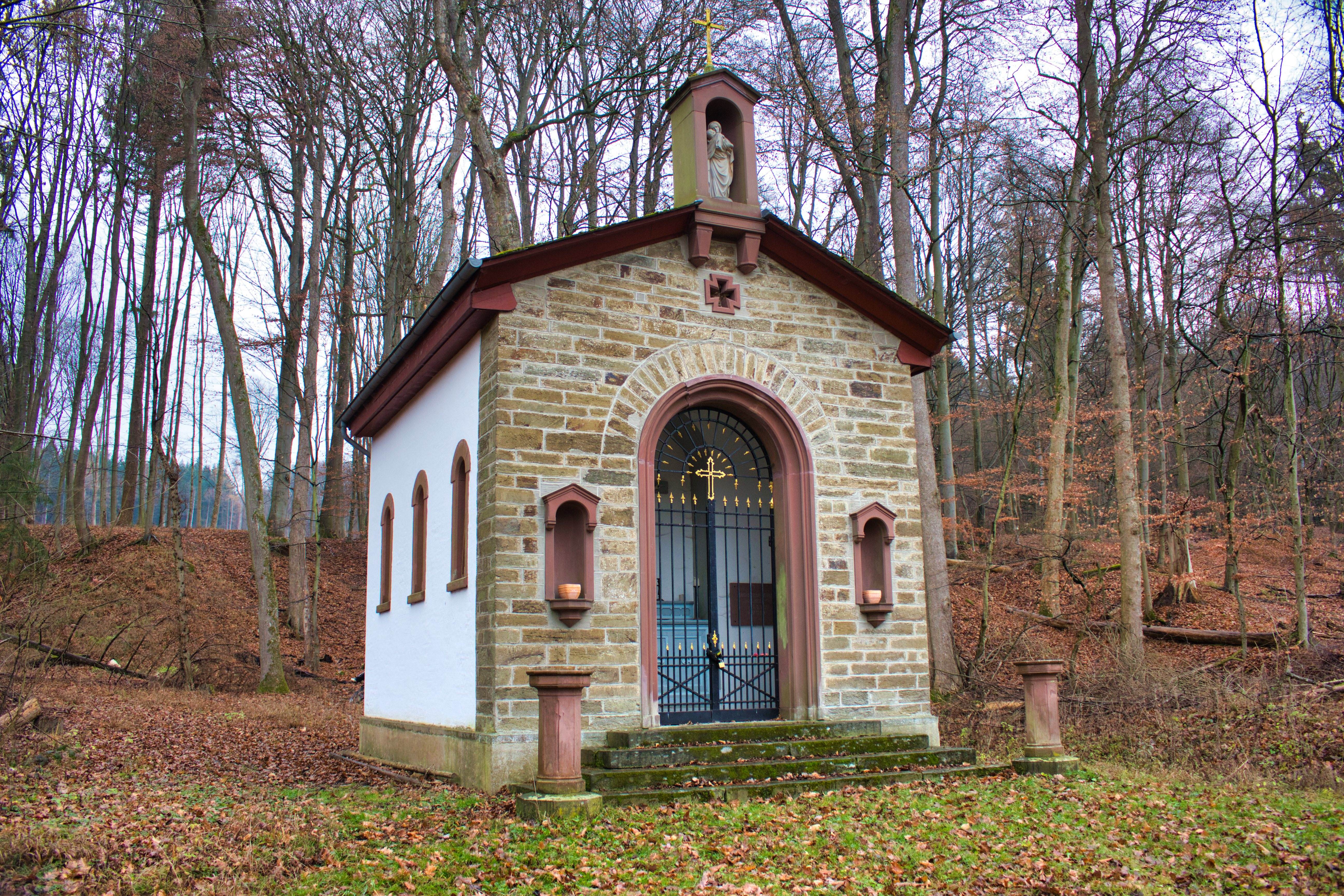
Grabkapelle

Etwa 250 Meter östlich, an einer alten Wegekreuzung, liegt die Grabkapelle von August Freiherr von Kruse († 1848) und seiner Frau Henriette, geborene von Dungern († 1873). Die kleine Gedächtniskapelle im romanisierenden Rundbogenstil mit Giebel- und Wandädikulä besteht aus einem kleinen Andachtsraum und der Totenkammer mit den Särgen auf der Rückseite des Gebäudes. Die Wände zeigen imitierte Quaderfugen auf glattem Werkstein.